# تسويق زراعي

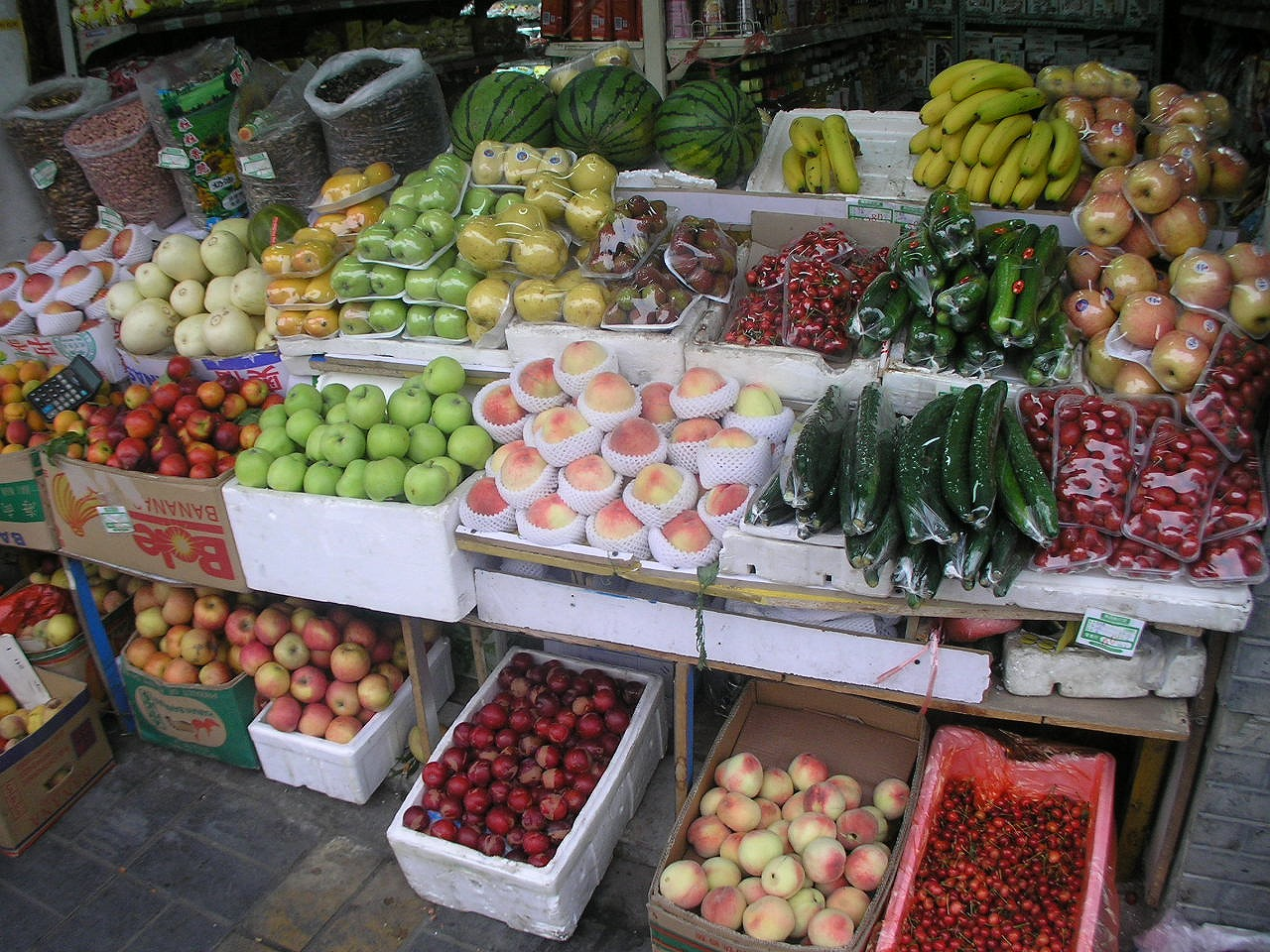

التسويق الزاعي يعد أحد الفروع الرئيسية لعلم الاقتصاد الزراعي، ويختص بدراسة مختلف أنواع المنتجات الزراعية سواء كانت نباتية أو حيوانية.

## أهداف التسويق الزراعي
- تركيز الإنتاج الزراعي وتجميعه في الأسواق محلية، ومن ثم في الأسواق مركزية، بهدف القيام بالوظائف التسويقية اللازمة لنقل السلع إلى مراكز الاستهلاك.
- الموازنة بين العرض والطلب، ويقصد بها التحكم في العرض حتى يتوافق مع الطلب من حيث الزمن والكمية والنوع. وتفادي إغراق الأسواق بمنتجات معينة أو اختفائها، وتفادي التقلبات الكبيرة في أسعار المنتجات الزراعية كمرحلة تسويقية تبرز فيها أهمية التخزين ووسائله المختلفة في تحقيق التوازن المطلوب.
- توزيع الإنتاج بعد وصوله إلى الأسواق المركزية، فالمواد الأولية تجد طريقها إلى المصنعين، بينما توزع المواد الغذائية الاستهلاكية بواسطة تجار التجزئة لتصل إلى المستهلك.

## مشكلات التسويق الزراعي
المشكلات التسويقية: يعد تحليل المشكلات التسويقية الزراعية من أكثر المهمات المعقدة التي تعترض الاقتصاديين الزراعيين، وتتطلب الإلمام بمعرفة كبيرة في مجال الاقتصاد الزراعي والرياضيات والإحصاء وغيرها. ومن أهم المشكلات التسويقية الزراعية، دراسة رغبات المستهلكين للمواد الغذائية ودراسة الأسعار من حيث القوة الشرائية للمستهلك وحصول المنتج على أسعار مجزية تحقق له زيادة في الدخل، بتطبيق الطرائق التي تؤدي إلى خفض التكاليف التسويقية إلى أقل حد ممكن.

## المنافع الاقتصادية التسويقية
ينجز العاملون في المراحل التسويقية المختلفة نشاطات تسويقية تؤدي إلى زيادة المنافع السلعية التسويقية، فالمشروعات الزراعية التي تربي حيوانات اللحم تقوم بنشاطات إنتاجية مختلفة. ولتسويق هذه الحيوانات يقوم العاملون بذبحها وسلخها أو تقطيعها وتعبئتها مضيفين إليها المنفعة الشكلية بتحويل المواد الخام إلى حالة أكثر نفعاً. أما مؤسسات النقل فإنها تضيف المنفعة المكانية بنقل الحيوانات واللحوم في النهاية إلى مناطق المستهلكين.
وفي بعض الأحيان تخزن أو تحفظ السلع الزراعية والمواد الغذائية بطرائق مختلفة، وذلك حين يفيض المعروض منها في السوق على الطلب الاستهلاكي، ويضاف عندئذ إلى المادة الغذائية المنفعة الزمنية.

## الوظائف التسويقية والوسطاء التسويقيون

### الوظائف التسويقية
وتضم جميع الجهود المبذولة لإضافة المنافع التمليكية والمكانية والزمانية. وتقسم إلى:
- مجموعة الوظائف التبادلية: وتشتمل على مهام الشراء والبيع وتتعلق بنقل ملكية السلع الزراعية، وتتفاعل فيما بينها محددة أسعار هذه السلع.
- مجموعة الوظائف الفيزيائية: تهدف إلى خلق المنافع المكانية والزمانية والشكلية كالنقل والتخزين والتجهيز أو التحضير.
- مجموعة الوظائف التيسيرية: تسهل تنفيذ الوظائف التبادلية والفيزيائية. وأهمها: التدريج والتمويل وتحمل المجازفة والاستعلامات التسويقية وغيرها.

#### الوسطاء التسويقيون
هم أفراد أو هيئات تعمل كوسيط بين المنتج والمستهلك أو المستعمل للسلعة، وتختص في عمليتي البيع والشراء أو في إحداهما. لإتمام نقل ملكية السلعة، أو تملّكها ثم إعادة بيعها. فقد يعملون إفرادياً أو شركاء وقد ينتظمون في شركات ومنظمات تعاونية. ويصنف الوسطاء التسويقيون إلى ثلاث فئات، كما يأتي:
- التجار: ينقسم التجار إلى فئتين هما: تجار الجملة وتجار التجزئة. تسعى إلى شراء السلع وبيعها مقابل هامش ربحي معين.
- الوكلاء: يعمل الوكلاء مندوبين لعملائهم، من دون أن تنقل ملكية السلعة إليهم، ويحصلون على عمولة تتناسب مع المهمات التسويقية التي يؤدونها، أهمهم: السماسرة والوكلاء بالعمولة ووكلاء الشراء.
- المضاربون: وهم الوسطاء الذين ينجزون بعض العمليات التجارية غير النظامية في السوق، بهدف الحصول على الربح السريع، نتيجة التقلبات الأسعار في السوق.[1]

## وصلات خارجية
- Rural Finance Learning Center